# Tōru Miyamoto
Tōru Miyamoto (jap. 宮本亨 Miyamoto Tōru; ur. 3 grudnia 1982) – japoński piłkarz występujący na pozycji obrońcy.

## Kariera klubowa
Od 2001 do 2015 roku występował w klubach Avispa Fukuoka, Tochigi SC i Giravanz Kitakyushu.